# Tênis nos Jogos Pan-Americanos de 2019 - Duplas femininas
A competição das duplas femininas foi um dos eventos do tênis nos Jogos Pan-Americanos de 2019, em Lima. Foi disputada no Club Lawn Tennis de La Exposición, em Lima entre os dias 30 de julho e 3 de agosto. 

## Calendário
Horário local (UTC-5).
| Data        | Horário | Fase             |
| ----------- | ------- | ---------------- |
| 30 de julho | 14:42   | Oitavas de final |
| 1 de agosto | 14:45   | Quartas de final |
| 2 de agosto | 14:41   | Semifinal        |
| 3 de agosto | 14:27   | Final            |

## Medalhistas
| Ouro   | USA Usue Arconada e Caroline Dolehilde         |
| Prata  | PAR Verónica Cepede Royg e Montserrat González |
| Bronze | BRA Carolina Alves e Luisa Stefani             |

## Cabeças-de-chave
1. USA Usue Arconada / USA Caroline Dolehilde (Campeãs)
2. MEX Giuliana Olmos / MEX Renata Zarazua (Quartas-de-final)
3. BRA Carolina Alves / BRA Luisa Stefani (Medalha de bronze)
4. CHI Alexa Guarachi / CHI Daniela Seguel (4º lugar)

## Chaveamento
| - Q = Qualifier - WC = Wild Card - LL = Lucky Loser | - Alt = Alternativo (alternate) - SE = Special Exempt - PR = Ranking protegido (protected ranking) | - w/o = Desistência (walkover) - r = Abandono (retired) - d = Desclassificação (default) |

### Finais
|  | Semifinal | Semifinal                                        | Semifinal                                        | Semifinal | Semifinal |   |                                          | Final                                 | Final                                | Final               | Final               | Final               |
|  |           |                                                  |                                                  |           |           |   |                                          |                                       |                                      |                     |                     |                     |
|  | 1         | USA Usue Arconada USA Caroline Dolehilde         | 7                                                | 6         |           |   |                                          |                                       |                                      |                     |                     |                     |
|  | 4         | CHI Alexa Guarachi CHI Daniela Seguel            | 5                                                | 3         |           |   |                                          |                                       |                                      |                     |                     |                     |
|  | 4         | CHI Alexa Guarachi CHI Daniela Seguel            | 5                                                | 3         |           | 1 | USA Usue Arconada USA Caroline Dolehilde | 6                                     | 6                                    |                     |                     |                     |
|  |           |                                                  |                                                  |           |           | 1 | USA Usue Arconada USA Caroline Dolehilde | 6                                     | 6                                    |                     |                     |                     |
|  |           |                                                  | PAR Verónica Cepede Royg PAR Montserrat González | 0         | 4         |   |                                          |                                       |                                      |                     |                     |                     |
|  | 3         | BRA Carolina Alves BRA Luisa Stefani             | PAR Verónica Cepede Royg PAR Montserrat González | 0         | 4         | 5 | 7                                        | 4]                                    |                                      |                     |                     |                     |
|  | 3         | BRA Carolina Alves BRA Luisa Stefani             |                                                  |           |           | 5 | 7                                        | 4]                                    |                                      |                     |                     |                     |
|  |           | PAR Verónica Cepede Royg PAR Montserrat González | 7                                                | 6         | [10]      |   |                                          | Disputa pelo bronze                   | Disputa pelo bronze                  | Disputa pelo bronze | Disputa pelo bronze | Disputa pelo bronze |
|  |           |                                                  |                                                  |           |           |   | 4                                        | CHI Alexa Guarachi CHI Daniela Seguel | 6                                    | 5                   | [9]                 |                     |
|  |           |                                                  |                                                  |           |           |   |                                          | 3                                     | BRA Carolina Alves BRA Luisa Stefani | 2                   | 7                   | [11]                |

### Chave superior
| Oitavas de final | Oitavas de final            | Oitavas de final | Oitavas de final | Oitavas de final |  |  | Quartas de final | Quartas de final               | Quartas de final | Quartas de final | Quartas de final |  |  | Semifinal | Semifinal                      | Semifinal | Semifinal | Semifinal |
|                  |                             |                  |                  |                  |  |  |                  |                                |                  |                  |                  |  |  |           |                                |           |           |           |
|                  |                             |                  |                  |                  |  |  |                  |                                |                  |                  |                  |  |  |           |                                |           |           |           |
|                  |                             |                  |                  |                  |  |  | 1                | USA U Arconada USA C Dolehilde | 6                | 6                |                  |  |  |           |                                |           |           |           |
|                  | PER D Guzmán PER D Schaefer | 6                | 6                |                  |  |  |                  | PER D Guzmán PER D Schaefer    | 1                | 1                |                  |  |  |           |                                |           |           |           |
|                  | CAN JA Bui CAN A Vagramov   | 4                | 3                |                  |  |  |                  |                                |                  |                  |                  |  |  | 1         | USA U Arconada USA C Dolehilde | 7         | 6         |           |
|                  |                             |                  |                  |                  |  |  |                  |                                |                  |                  |                  |  |  | 4         | CHI A Guarachi CHI D Seguel    | 5         | 3         |           |
|                  |                             |                  |                  |                  |  |  | 4                | CHI A Guarachi CHI D Seguel    | 6                | 6                |                  |  |  |           |                                |           |           |           |
|                  |                             |                  |                  |                  |  |  |                  | COL E Arango COL M Herazo      | 2                | 1                |                  |  |  |           |                                |           |           |           |
|                  |                             |                  |                  |                  |  |  |                  |                                |                  |                  |                  |  |  |           |                                |           |           |           |

### Chave inferior
| Oitavas de final | Oitavas de final                 | Oitavas de final | Oitavas de final | Oitavas de final |  |  | Quartas de final | Quartas de final                 | Quartas de final | Quartas de final | Quartas de final |  |  | Semifinal | Semifinal                        | Semifinal | Semifinal | Semifinal |
|                  |                                  |                  |                  |                  |  |  |                  |                                  |                  |                  |                  |  |  |           |                                  |           |           |           |
|                  | ARG C Pella ARG N Podoroska      | 6                | 6                |                  |  |  |                  |                                  |                  |                  |                  |  |  |           |                                  |           |           |           |
|                  | GUA M Morales GUA A Weedon       | 1                | 1                |                  |  |  |                  | ARG C Pella ARG N Podoroska      | 2                | 2                |                  |  |  |           |                                  |           |           |           |
|                  |                                  |                  |                  |                  |  |  | 3                | BRA C Alves BRA L Stefani        | 6                | 6                |                  |  |  |           |                                  |           |           |           |
|                  |                                  |                  |                  |                  |  |  |                  |                                  |                  |                  |                  |  |  | 3         | BRA C Alves BRA L Stefani        | 5         | 7         | 4         |
|                  | PAR V Cepede Royg PAR M González | 6                | 6                |                  |  |  |                  |                                  |                  |                  |                  |  |  |           | PAR V Cepede Royg PAR M González | 7         | 6         | [10]      |
|                  | ECU C Paredes ECU M Reasco       | 1                | 2                |                  |  |  |                  | PAR V Cepede Royg PAR M González | 6                | 6                | [10]             |  |  |           |                                  |           |           |           |
|                  |                                  |                  |                  |                  |  |  | 2                | MEX G Olmos MEX R Zarazua        | 7                | 3                | [4]              |  |  |           |                                  |           |           |           |
|                  |                                  |                  |                  |                  |  |  |                  |                                  |                  |                  |                  |  |  |           |                                  |           |           |           |